# Karen Páez
Karen Stefany Páez Zea (Bogotá, 3 de marzo de 1996) es una futbolista colombiana que juega como delantera. Ella ha sido parte de los equipos Cúcuta, Atlético Huila y Millonarios de la Liga Profesional Femenina de Fútbol de Colombia. Actualmente está en el equipo Universitario de Deportes en la Liga Femenina FPF.
En el año 2018 fue parte del Atlético Huila campeón del torneo de la Liga Profesional Femenina de Fútbol de Colombia, en el año 2019 llegó a la fase semifinal de la Liga Profesional Femenina de Fútbol de Colombia con el equipo Millonarios, y en los años 2020 y 2021 con el equipo Club Ñañas en la Súperliga Femenina de Ecuador llegó a la final obteniendo el subacampeonato de los dos torneos.
En el año 2021, juega para el club de Gokulam Kerala FC, en la India, por tres meses. Con este equipo participó de la AFC Women's Club Championship donde jugó en dos partidos y marcó un gol.

## Clubes
| Club                    | País     | Año       |
| ----------------------- | -------- | --------- |
| Cúcuta Deportivo        | Colombia | 2017      |
| Atlético Huila          | Colombia | 2018      |
| Millonarios             | Colombia | 2019      |
| Club Ñañas              | Ecuador  | 2020-2022 |
| Gokulam Kerala FC       | India    | 2021      |
| Beylerbeyi Spor Kulubu  | Turquía  | 2023      |
| Independiente del Valle | Ecuador  | 2023-2024 |
| Universitario           | Perú     | 2025-act. |

## Palmarés
- Liga Femenina de Fútbol de Colombia 2018